# Shih-Hui Chen
Shih-Hui Chen (en chinois 陳士惠), née en 1962 à Taipei, est une compositrice taïwanaise installée aux États-Unis depuis 1982,.

## Biographie
Chen Shih-hui est venue aux États-Unis en 1982 pour étudier en maîtrise de l’université de Northern Illinois puis obtenir un doctorat de l’université de Boston. Après avoir reçu son doctorat en composition musicale, Shih-Hui Chen a pris un poste à la Shepherd School of Music, université Rice, à Houston, où elle est actuellement professeur de composition musicale et de théorie musicale. Chen siège également au comité des arts de la scène et de la culture du Asia Society Texas Center et est la directrice du 21C: Festival de musique classique, contemporaine et interculturelle à l’université Rice.
Le travail de Chen Shih-hui a été largement diffusé aux États-Unis et à l’étranger, y compris à Taïwan, en Chine, en Allemagne et en Italie. En 1999, elle a reçu un prix de l'Académie américaine de Rome, une bourse Guggenheim en 2000 et une bourse Goddard Lieberson de l’American Academy of Arts and Letters en 2007. En 2010, Chen a reçu une bourse Fulbright pour étudier la musique traditionnelle chinoise, le nanyin et la musique des peuples autochtones taïwanais.

## Style musical
Chen Shih-hui compose pour orchestre, ensemble de chambre, voix et instruments solo. Elle compose également de la musique pour le théâtre et le cinéma.
Sa musique allie à la fois sa formation occidentale et son héritage culturel taïwanais. Une citation accompagnant sa bourse Goddard Lieberson 2007 de l’American Academy of Arts and Letters déclare : « Parmi les compositeurs d’origine asiatique vivant aux États-Unis, Shih-Hui Chen réussit le mieux à équilibrer les traditions spectrales très raffinées de l’Orient avec le polyphonique pratique de l’art musical occidental. Dans une narration homogène, sa belle musique, toujours très inventive et expressive, est immédiatement aussi attrayante qu’exigeante et mémorable. »

## Quelques œuvres récentes
Sa musique a été publiée par Albany Records, New World Records et Bridge Records.
- Messages from a Formosan Village (2019)
- Echoes from Within: A Musical Response to Cy Twombly for sheng, contrabass and electronics (2018)
- Withhold the Umbrella for Chinese Orchestra (2018)
- Flashback Moments for piano quartet (2018)
- The Pilgrimage for Acapella Chorus (2017)
- Ascending Waves for large orchestra (2017)
- Silvergrass, Cello and Chamber Orchestra or Ensemble (2016)
- Ten Thousand Blooms, Falling Petals for Traditional Korean Orchestra or ensemble (2015)
- Fantasia on the Theme of Guanlingsan for Zheng and Chinese Chamber Orchestra or Ensemble (2014, 2015)
- A Plea to Lady Chang’e for Nanguan Pipa and String Quartet or Orchestra (2013, 2014)
- Returning Souls: Four Short Pieces on Three Formosan Amis Legends for Solo Violin or String Quartet (2011, 2013)
- Our Names, for Narrator and Chamber Ensemble (2010)
- Returnings, for Flute, Percussion and Cello (2010)
- Fantasia on the Theme of Plum Blossoms for String Quartet (2007-2009)

## Source
1. ↑  Mittler, Barbara. Chen Shihui. Grove Music Online. Oxford Music Online (souscription requise) (version en ligne de The New Grove Dictionary of Music and Musicians, 2nd edition  (ISBN 978-0-19-517067-2)).
2. ↑  https://www.newmusicusa.org/profile/shih-huichen/